# José Domingo de Ampuero y Osma
José Domingo Ampuero y Osma (Guecho, España, 26 de agosto de 1949) es un ingeniero técnico titulado y empresario español. Es desde 2009 el presidente y director ejecutivo (CEO) de la multinacional española Viscofan. También es presidente de Avasa y uno de los directores de la Corporación Financiera Alba desde 2015.
Es nieto de uno de los fundadores del Banco de Bilbao (antecesor del Banco Bilbao-Vizcaya, que a su vez precede al actual BBVA), entidad de la que fue vicepresidente hasta 2002, cargo por el cual estuvo imputado en un caso de corrupción, conocido como el caso de las cuentas secretas, archivado sin condenados.

## Biografía

### Educación
José Ampuero y Osma se tituló en ingeniería por la entonces Escuela Universitaria de Ingeniería Técnica Industrial, englobada en la actual Escuela Técnica Superior de Ingeniería de Bilbao (dependiente de la Universidad del País Vasco), tras lo cual se trasladó a Los Ángeles (California) para cursar un Master en Administración de Empresas por la Universidad del Sur de California.

### Trayectoria empresarial

#### Primera etapa
José Ampuero y Osma comenzó rápidamente a ocupar puestos directivos en un número considerable de empresas; como vicepresidente de Naviera Vizcaína, presidente de S.A. de Alimentación, presidente de Bodegas y Bebidas, vicepresidente del Banco Bilbao Vizcaya Argentaria, vicepresidente de Iberdrola, presidente de Cementos Lemona S.A. y vocal de la Junta Directiva de la Asociación para el Progreso de la Dirección.

#### Faceta de accionista
El empresario ha sido un accionista reconocido en España, sabiéndose que en 1999 contaba, a título personal con el 0,07 % de acciones del BBVA, teniendo más acciones a través de una empresa de su propiedad llamada Murueta. También se conocía su asociación con el empresario Ramón de Icaza Zabálburu, que contaba con el 0,1 % de acciones del BBVA, teniendo entre ambos más de 10.000 millones de pesetas en acciones de la entidad y siendo socios en otros proyectos inmobiliarios a través de la empresa de Ramón de Icaza: Icaza87.

#### Etapa en BBVA
La etapa de José Ampuero en BBVA, comenzó en México, país en el que el empresario desempeñó el cargo de vicepresidente de una de las filiales de la entidad bancaria española: BBVA Bancomer. A su vuelta a España, pasó a trabajar como presidente de la matriz del BBVA, siendo conocido como el delfín de la entidad dadas sus conexiones familiares a la misma: Su abuelo fue uno de los fundadores y su padre, Pedro Ampuero, fue consejero del Banco de Bilbao.
A comienzos de la década de 2000, Ampuero pasó a ocupar también el cargo de vicepresidente en Iberdrola. Poco tiempo después, el 11 de abril de 2002, José Ampuero renunció al cargo de vicepresidente y a todos los cargos relacionados con el BBVA cuando la Comisión Nacional Bancaria y de Valores investigaba el origen del dinero con el que se adquirió Bancomer.
En marzo de 2007, el Ministerio Fiscal acusó a Emilio Ybarra (expresidente del BBVA) y a cuatro exdirectivos, entre los que estaba José Ampuero, de haber realizado acciones continuadas de falseamiento de cuentas anuales desde 1987 hasta el año 2000, conociéndose este caso como el caso de las cuentas secretas. Tras las primeras declaraciones de los cinco acusados, el juez archivó el caso después de que la fiscalía admitiese que no había habido enriquecimiento derivado de las acciones y que estas eran "actos sin resultados", por lo que el juez José Mª Vázquez Honrubia desestimó la causa y archivó el caso.

#### Después del caso de lascuentas secretas
En 2009, José Ampuero fue contratado como presidente de la multinacional española de origen navarro Viscofan S.A. por parte de su Consejo de Administración, cargo que ocupa hasta el día de hoy.
Desde 2009 hasta 2011, José Domingo desempeñó el cargo de presidente del Círculo de Empresarios Vascos, en susttución de Álvaro Videgain Muro (Presidente ejecutivo de Tubacex) y siendo sustituido a su salida por Antonio Barrenechea Elorrieta (Consejero del Grupo Tamoin).
En 2010 Abertis contrató al empresario para desempeñar el puesto de presidente de Autopista Vasco-Aragonesa S.A (Avasa), la empresa concesionaria de la Autopista Vasco-Aragonesa. El cargo lo desempeña desde entonces hasta hoy.
En 2013 la Corporación Financiera Alba le nombró director (puesto que responde a las obligaciones de un gerente general de negocios), cargo que añade a su puesto de consejero en la corporación.